# 桜宮高校バスケットボール部体罰自殺事件
桜宮高校バスケットボール部体罰自殺事件（さくらのみやこうこうバスケットボールぶたいばつじさつじけん）は、2012年（平成24年）12月23日に、大阪府大阪市の大阪市立桜宮高等学校（現・大阪府立桜宮高等学校）2年のバスケットボール部主将の男子生徒（当時17歳）が、顧問の体罰を苦に自殺した事件。

## 概要
男子バスケットボール部の顧問でJBA（日本バスケットボール協会）公認コーチ資格を持つ保健体育科教諭の小村基（日本体育大学卒）は、チーム強化・プレー向上には、対抗試合の勝利へと繋がる有効手段として体罰を伴う指導が効果的という認識であった。
桜宮高校が正課として体育科およびスポーツ健康科学科を設置。運動部活動を奨励し、高い成果を目標に掲げる方針もあり、顧問の赴任当初から始めた学校教育法11条に則さない加害を伴う指導方法は、卒業生や保護者などから高評価を得ており、クラブ活動（部活動）指導上の体罰も是認・推奨していた、とされる。この顧問の手腕で、バスケ部は全国大会の常連チームへ成長、保護者らも熱心に応援し、市内でも有数の強豪チームに育った。
- 2012年（平成24年）12月（自殺の発生4日前）、バスケ部主将の男子部員が指導方法に疑問と私見を書き連ねた文書を顧問に渡そうとするが、他部員から引き止められたため文書が顧問に渡ることは無かった[2]。家族への謝罪と部活動継続が困難な旨をルーズリーフに纏めた遺書が同文書と共に葬儀後に自室で見つかった[3]。

- 12月22日、同部顧問小村が当該男子部員に恒常的な怒号と暴行（を伴う指導）を与え続け、当該男子部員の顔面や頭部を数十回程度殴打[4]、この暴行傷害の現場は一般観覧者によって撮影され動画に収められた[5]。同男子生徒は帰宅前に実母の気分を害さないよう血痕による汚れが無いか確認して帰宅。

- 翌日（12月23日）早朝、同男子生徒は自宅の自室で、桜宮高校指定のネクタイで首を吊り自殺。心肺停止状態で母親に発見、搬送されたが搬送先病院にて死亡が確認された[1][6]。

- 2013年（平成25年）1月5日、同部顧問の当該教諭小村基は自殺生徒宅を訪問した後に電話連絡。桜宮高校で指導者として復帰し部活動を継続する旨について、遺族（自殺生徒の両親）から許諾・了承の言質を得ようとするが、顧問の自身の職権維持の確約を促し、さも優先させたいかのような自己保身とも取れる要望に、遺族は悪感情を抱き、同顧問を相手取って刑事告訴へと踏み切る[7][8]。
- 同年1月8日、大阪市が桜宮高校の校内外での実態解明調査を実施。
- 同年1月15日、大阪市教育委員会が、桜宮高校の男子バスケットボール部の無期限活動停止及び、校長の更迭を決定[9][10]。
- 同年1月21日、大阪市教育長を本部長とし20人で構成する「体罰・暴力行為等対策本部」を設置。
- 同日、大阪市教育委員会が、桜宮高校の体育科およびスポーツ健康科学科の入学者選抜（入学試験）中止を決定。2013年度の入試受付は普通科のみに限定された。この決定を受けて父兄や同校同科への入学希望者から驚きと動揺、在籍生徒などから不平不満の声が挙がり、同校で運動部キャプテンを務める在籍生徒らが同日夜に市による入試中止決定の撤廃を求める記者会見を開き[11][12]、橋下徹大阪市長（当時）に対する反発や批判も出た[13][14]。
- 翌日（1月22日）、大阪市教育長が桜宮高校を訪問し、教諭らへ経緯と今後の対応を申し渡し、生徒らから質問を受け付ける場を設けて聞き取り調査。この調査結果により、2つの部を除く全ての部活動で顧問による体罰と称する暴行や暴言が横行していた実態が判明した、と橋下市長が明らかにした[15][16][17][18]。保護者の間では、同顧問を擁護し暴行を伴う指導も容認し、同顧問を“犯罪者扱い”するマスメディアに困惑する声もあったが、この擁護と復帰支援の要請について、橋下市長は「狂っている」と述べ拒絶した[19]。
- 同年2月12日、顧問への寛大な処分を求める嘆願書を、保護者ら1100人からなる「有志」が大阪市教育委員会に提出[20]。その後、顧問の小村基教諭に懲戒免職処分の決定。この報に橋下市長は、「一線を超えた完全な暴力行為。処分内容は妥当だと思う」と述べた。
- 同年3月4日、元顧問小村基が『ニュースウオッチ9』（NHK）に出演[21]。

- 同年6月、日本バスケットボール協会理事会において、元顧問小村基の公認コーチ資格を取り消す処分が下される[22]。
- 同年7月4日、元顧問小村基は暴行と傷害の罪で大阪地検に在宅起訴された[23]。
- 同年9月26日、大阪地裁（小野寺健太裁判官）において、生徒の自殺に至った責任を小村基は自ら認めたが、予見可能性については否定。懲役1年、執行猶予3年の有罪判決を言い渡され、公判は即日結審[24][25][26]。
- 2014年（平成26年）1月16日、大阪市教育委員会は自殺と体罰事案にかかる外部監察チームからの報告書を受領。
- 2016年（平成28年）2月24日、東京地裁（岩井伸晃裁判長）は「体罰と自殺には因果関係が認められる」とし、体罰と自殺の因果関係を認め、大阪市に計約7,500万円の賠償を命じる判決[27]。
- 2018年（平成30年）2月16日、大阪地裁（長谷部幸弥裁判長）は元顧問小村基に対して、延滞損害金を含む賠償金（約8720万円）の半額（約4360万円）を支払うよう判決[28]。

### 事後
この自殺・体罰事件を受け、大阪市は市内公立校部活動指針の策定や相談窓口などを設ける。
- 桜宮高校の後任校長が校長挨拶にて自殺生徒と遺族に対し悔やみを述べ、プレイヤーズファーストの精神に基づいたスポーツモデル校としての学校づくりに邁進すると表明[29]。
- 指導者の指導対応等について(通知)（※PDF）公益財団法人日本体育協会 2013年1月21日
- バスケットボール指導者の指導対応について(通知)（※PDF）公益財団法人日本バスケットボール協会 2013年1月24日
- ビル・カートライト（当時、大阪エヴェッサ ヘッドコーチ)を招いた同校在籍（当時）生徒らとの交流会を催す。2013年2月14日
- 大阪市教育委員会顧問・桜宮高等学校改革担当に柳本晶一（元バレーボール全日本女子チーム監督）を招聘 2013年2月18日
- 体罰等の相談・通報を受け付けます （※市内公立校向け）大阪市 2013年7月26日
- 当該元顧問の出身大学の日本体育大学が、過去に部活動関連で死亡した生徒の遺族らを招き、部活動における体罰指導問題に関する講義を行った。
- 「クリーンバスケット、クリーン・ザ・ゲーム～暴力暴言根絶～」日本バスケットボール協会発表 2019年3月11日
- 「大阪市部活動指針~プレイヤーズファースト～」 大阪市 2019年（令和元年）9月20日
- 過去に勝利至上主義を掲げて体罰と称する暴行指導が問題となった尼崎市立尼崎高等学校と”体罰根絶” ”選手第一主義” ”根性主義脱却”を目指して連携協定を締結。2020年12月22日[30][31][32]。

他、事後詳細は以下のウェブサイトを参照。
- “大阪市立桜宮高等学校生徒がお亡くなりになったことに関する教育委員会の対応”.   大阪市 (2014年1月16日). 2019年10月8日時点のオリジナルよりアーカイブ。2020年7月4日閲覧。